# Muriaé
Muriaé là một đô thị thuộc bang Minas Gerais, Brasil. Đô thị này có diện tích 843,327 km², dân số năm 2007 là 95548 người, mật độ 118,7 người/km².